# Akari Watanabe
Akari Watanabe (渡邉 和香里, Watanabe Akari) est une ancienne joueuse de volley-ball japonaise née le 18 septembre 1992 à Adachi (Tokyo). Elle mesure 1,68 m et jouait au poste de passeuse. Sa sœur ainée Ai Watanabe est également joueuse de volley-ball. Elle a mis un terme à sa carrière de volleyeuse professionnelle en juin 2017.

## Clubs
| Club                     | De        | À         |
| ------------------------ | --------- | --------- |
| Kyoei Gakuen High School |           | 2010-2011 |
| Pioneer Red Wings        | 2011-2012 | 2013-2014 |
| Sendai Belle Fille       | 2014-2015 | 2016-2017 |